# Archigenes aita
Archigenes aita is een vlinder uit de familie van de prachtvlinders (Riodinidae). De wetenschappelijke naam van de soort is voor het eerst geldig gepubliceerd in 1893 door De Nicéville (als Abisara aita)